# Ephraim Graham
Ephraim Foster Graham  (ur. 10 sierpnia 1881 w Pinewood, zm. 23 grudnia 1962 w San Antonio) – amerykański jeździec, olimpijczyk.
Uczestniczył w rywalizacji na V Igrzyskach olimpijskich rozgrywanych w Sztokholmie w 1912 roku. Startował tam w dwóch konkurencjach jeździeckich. W indywidualnym WKKW zajął 12. miejsce, zaś w konkurencji drużynowego WKKW zajął z drużyną trzecie miejsce.